# Кочетов, Николай Разумникович
Никола́й Разу́мникович Ко́четов (26 июня [8 июля] 1864, Ораниенбаум — 3 января 1925, Москва) — русский композитор, дирижёр, музыкальный педагог, живописец, музыкальный и художественный критик, заслуженный артист Республики.

## Биография
Родился 26 июня (8 июля) 1864 года в Ораниенбауме Санкт-Петербургской губернии. С 1875 по 1883 год учился в гимназии Креймана в Москве. В 1889 году окончил юридический факультет Московского университета. Некоторое время служил по судебному ведомству. Однако дальнейшую жизнь посвятил музыке. В 1886 году начал писать критические статьи о музыке. Учился у музыканта и критика Германа Августовича Лароша, пианиста и композитора Макса Эрдмансдёрфера.
Уже в 1895 году он выступал в качестве дирижёра. В 1902 году переехал в Москву, жил в Хлебном переулке. В 1903—1905 годах работал дирижёром в театре Солодовникова. С 1906 года преподавал музыку в Синодальном училище, в 1918—1920 гг. — в созданной на его базе Народной хоровой академии. В 1921 году участвовал в создании Института музыкальной науки (ГИМН).
Скончался 3 января 1925 года в Москве.

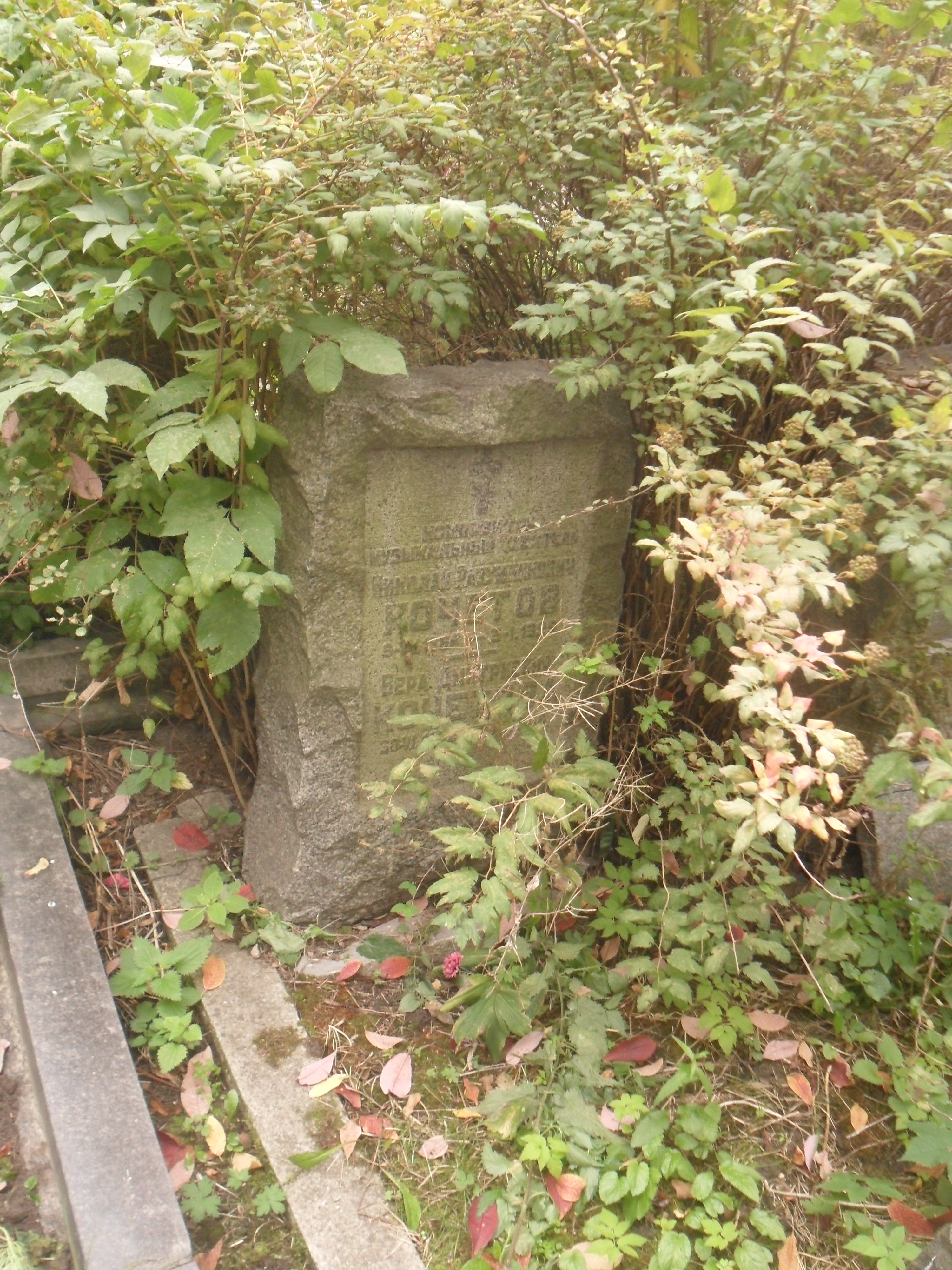
Могила Н. Р. Кочетова на Новодевичьем кладбище Москвы.

## Творчество
В 1884 году написал 1-ю симфонию и музыку к трагедии «Полоцкое разорение» А. В. Амфитеатрова, в 1888 году — «Арабскую сюита для большого оркестра», в 1911 году — 2-ю симфонию. в 1922 году — концерт для фортепиано и симфонического оркестра. Им написаны также: «Восточные эскизы», романсы, серенады, хоры, марши и др.
В 1902 году Кочетов написал оперу «Страшная месть» (в 4-х действиях и 6 картинах на сюжет повести Н. В. Гоголя).

## Публикации
- Очерк истории музыки. — М.: П. Юргенсон, 1909. — [2], 145 с.; 4-е изд., испр. и доп. — 1929
- Вокальная техника и её значение. — М.: Гос. изд-во. Муз. сектор, 1930 (нотопечатня Гиза). — 46 с. : нот. ил..
- Избранные пьесы для фортепиано. - М.; Л.: Музгиз, 1950. — 31 с.

## Семья
- Отец Н. Р. Кочетова — Разумник Иоакимович Кочетов (1821—1867), директор Главного архива Морского министерства в Санкт-Петербурге, писатель, действительный статский советник.
- Мать — Александра Дормедонтовна Кочетова (1833—1902), урождённая Соколова, сценический псевдоним — Александрова, певица и педагог.
- Сестра — Зоя Разумниковна Кочетова (1857—1892), певица.
- Сын — Вадим Николаевич Кочетов (1898—1951) — советский композитор.